# EGNOS

Logo

O EGNOS (sigla inglesa de European Geostationary Navigation Overlay Service) ou Sistema Europeu Complementar Geoestacionário é um sistema complementar europeu criado para melhorar a precisão dos sinais de navegação por satélite (GNSS).